# Arvicanthis nairobae
Arvicanthis nairobae es una especie de roedor de la familia Muridae.

## Distribución geográfica
Se encuentra en Kenia, Tanzania, y, posiblemente, Etiopía.

## Hábitat
Su hábitat natural son: Sabanas zonas áridas.